# 今田秀作
今田 秀作（いまだ しゅうさく、1956年 - ）は、日本の経済学者。和歌山大学経済学部教授。専門は、西洋経済史、国際経済・金融史。

## 人物
1956年広島県生まれ。1980年京都大学経済学部卒業。1985年京都大学大学院経済学研究科博士課程単位取得博士（経済学）。イギリスとインドの経済史を研究している。

## 著書

### 単著
- 『パクス・ブリタニカと植民地インド』（京都大学学術出版会、2000年）

### 共著
- 『グローバル化のなかの日中経済関係』（御茶の水書房、2009年）